# Касимовская улица (Москва)
Каси́мовская у́лица — улица в Москве, в районе Бирюлёво Восточное от Элеваторной улицы до Бирюлёвской улицы. Нумерация домов начинается от Элеваторной улицы, все дома имеют индексы 115404.

## Происхождение названия
Названа в 1965 году по старинному городу Касимов Рязанской области в связи с расположением на юге Москвы. Город основан Юрием Долгоруким в 1152 году на берегу Оки как Городец Мещёрский. Своё современное название город получил в 1471 году, когда был подарен бежавшему из Золотой Орды хану Касиму, принятому на русскую службу.

## История
По одним данным, название перенесено в 1970 году либо 16 октября 1973 года с ныне застроенной одноименной улицы бывшего посёлка Бирюлёво, которое она получила в 1965 году, до этого — улица Ленина. По данным Яна Рачинского, это бывшая Ленинская улица, присоединённая к Москве в 1960 году в составе посёлка Бирюлёво и в 1965 году переименованная в Касимовскую улицу. Это был участок нынешней улицы между современными Элеваторной улицей и Элеваторным переулком. В 1973 году улица была продлена за счёт присоединения нового проезда.

## Расположение
Улица проходит с севера на юг вдоль Павелецкого направления Московской железной дороги со станцией Бирюлёво-Товарная, поворачивает на юго-восток и идёт далее вдоль железнодорожной линии от Бирюлёво-Товарной на Московский коксогазовый завод. С востока примыкают Элеваторный переулок и Донбасская улица. После Бирюлёвской улицы трассу продолжает Ряжская улица.

## Здания и сооружения[5]
- д. 7, к. 2 — детский сад № 423
- д. 11 — детский сад № 1972
- д. 15, к. 2 — детский сад № 960
- д. 19 — автобусная конечная станция «Бирюлёво-Товарная»
- д. 20 — Московская железная дорога (Курское отд.), железнодорожная станция Бирюлёво-Товарная
- д. 21 — детская библиотека № 102
- д. 23 — Мосэнергосбыт, Южное городское отделение по сбыту электроэнергии юридическим лицам
- д. 29 — торговый дом «Касимовский»
- д. 31А — МОТОТРЭР ГИБДД УВД № 2, отделение ЮАО
- д. 37 — отделение связи № 404-М-115404

## Транспорт
По Касимовской улице проходят автобусы:
| 814:  | Станция Бирюлёво-Товарная • Царицыно • Платформа Чертаново |
| с809: | Станция Бирюлёво-Товарная • 6-й микрорайон Загорья         |
| с891: | Станция Бирюлёво-Товарная • Кантемировская • Каширская     |

«→» — остановки проходятся только при движении в прямом направлении; «←» — остановки проходятся только при движении в обратном направлении.